# Arroyuelo (Cotoca)
Arroyuelo (Spanisch für „Bächlein“) ist eine Ortschaft im Departamento Santa Cruz im Tiefland des südamerikanischen Andenstaates Bolivien.

## Lage im Nahraum
Arroyuelo ist eine Ortschaft des Kantons Cotoca im Municipio Cotoca in der Provinz Andrés Ibáñez; die Ortschaft liegt in einer Höhe von 381 m direkt östlich vom Stadtrand der Metropole Santa Cruz.

## Geographie
Arroyuelo liegt im bolivianischen Tiefland östlich der Anden-Gebirgskette der Cordillera Central. Die Region weist ein tropisches Klima mit ausgeglichenem Temperaturverlauf auf.
Die Jahresdurchschnittstemperatur der Region liegt bei 24 °C, die Monatsdurchschnittswerte schwanken nur unwesentlich zwischen 20 °C im Juli und 26 °C im Dezember (siehe Klimadiagramm Santa Cruz). Der Jahresniederschlag beträgt etwa 1000 mm, die Monatsniederschläge liegen zwischen unter 50 mm in den Monaten Juli und August und über 150 mm im Januar.

## Verkehrsnetz
Arroyuelo liegt in einer Entfernung von 19 Straßenkilometern östlich von Santa Cruz, der Hauptstadt des Departamento Santa Cruz.
Von Santa Cruz aus führt die Nationalstraße Ruta 4 vierzehn Kilometer in östlicher Richtung bis zur „Planta Fridosa“, von dort zweigt eine Nebenstraße in südlicher Richtung ab und erreicht Arroyuelo nach fünf Kilometern.

## Bevölkerung
Die Einwohnerzahl der Ortschaft ist in dem Jahrzehnt zwischen den beiden letzten Volkszählungen auf mehr als das Doppelte angestiegen:
| Jahr | Einwohner         | Quelle       |
| ---- | ----------------- | ------------ |
| 1992 | keine Detaildaten | Volkszählung |
| 2001 | 231               | Volkszählung |
| 2012 | 511               | Volkszählung |
| 2024 |                   | Volkszählung |

Die Region weist einen gewissen Anteil an Quechua-Bevölkerung auf, im Municipio Cotoca sprechen 17,8 Prozent der Bevölkerung Quechua.